# Carlos Belmontestadion
Het Carlos Belmontestadion (Estadio Carlos Belmonte) is een multifunctioneel stadion in Albacete, een stad in Spanje. Het stadion wordt vooral gebruikt voor voetbalwedstrijden. De voetbalclub Albacete Balompié maakt gebruik van dit stadion. Er kunnen 17.524 toeschouwers in het stadion. Ook het nationale elftal speelde wel eens een internationale wedstrijd hier. Het stadion werd gebouwd in 1960. Het verving het oudere Campo del Parque. Daarna werd het stadion nog een aantal keer gerenoveerd. 